# Afton Chemical
Afton Chemical Corporation разрабатывает и производит присадки к нефти и нефтепродуктам, включая присадки к трансмиссионным маслам, моторным маслам, топливу, а также промышленные присадки.
Компания Afton Chemical имеет штаб-квартиру в Ричмонде, штат Вирджиния. Компания является дочерней компанией NewMarket Corporation (NYSE: NEU) — корпорации, которая занимается производством специализированных химикатов.

## Подразделения
Продукты компании Afton Chemical делятся на четыре стратегических бизнес-подразделения: присадки к трансмиссионным маслам, присадки к моторным маслам, присадки к топливу и промышленные присадки.
- Присадки к трансмиссионным маслам

Этот сегмент включает в себя присадки к трансмиссионным маслам для автоматической (ATF), бесступенчатой трансмиссий (CVT) и трансмиссии с двойным сцеплением (DCT), а также присадки к смазочным маслам для заднеприводных и механических трансмиссий.
- Присадки к моторным маслам

Компания Afton Chemical предлагает присадки к моторным маслам для легковых автомобилей, мотоциклов, среднескоростных дизельных двигателей и двигателей большой мощности, а также олефиновую сополимерную присадку для повышения индекса вязкости.
- Присадки к топливу

Компания Afton Chemical производит присадки к топливу для повышения производительности автомобилей с бензиновым и дизельным двигателем, октановых чисел, бытового жидкого топлива, а также присадки для улучшения технических характеристик и распределения топлива.
- Присадки к смазочным маслам

Присадки к смазочным маслам представляют собой органические и синтетические химические компоненты, а продуктовый сегмент включает в себя связующие присадки, дисперсанты и эмульгаторы, модификаторы трения и присадки для уменьшения гравитационных потерь смазки.
- Промышленные присадки

В 2010 году компания Afton Chemical приобрела Polartech — компанию-производителя присадок к технологическим жидкостям — с целью расширить свою базу промышленной продукции.
 Промышленные продукты включают в себя смазочные присадки для консистентных смазок, гидравлические смазочные материалы и технологическое масло.

## Местоположение
У компании Afton Chemical есть региональные офисы в Азиатско-Тихоокеанском регионе, Европе, Индии, на Ближнем Востоке, в Латинской и Северной Америке.  Технический центр компании расположен в г. Ашленд, штат Вирджиния. Технический центр Ашленда является местом проведения исследований и разработок в области транспортных средств для нужд всех стратегических бизнес подразделений, которые создают и производят автомобильные присадки, включая присадки к моторным маслам и топливу, а также трансмиссионные, осевые и промышленные присадки. В центре проводятся исследования в области износостойкости, экономии топлива, выброса отходов и развития новых продуктов. Заводы расположены в Бельгии, Англии, Индии, Бразилии, Китае и по всей территории Соединённых Штатов. В 2011 году компания открыла исследовательскую лабораторию в г. Сучжоу, Китай,, и в июле 2012 года объявила о строительстве нового завода химических присадок на острове Джуронг в Сингапуре, который начал функционировать с середины 2016 года.

## Отрасли
Компания Afton Chemical работает в сфере нефтеперерабатывающей промышленности, в первую очередь концентрируясь на производстве химических добавок для трансмиссионных масел, моторных масел, топлива.

## История
2018 г. — Джина Харм (Gina Harm) заменяет Роберта Шама на президентском посту Afton Chemical Corporation.
2017 г. — Afton Chemical приобретает Aditivos Mexicanos, S.A. de C.V. (AMSA), компанию по производству, продаже и дистрибуции нефтяных добавок, базирующуюся в Мехико, Мексика.
2013 г. — Компания Afton Chemical объявляет об усилении своего присутствия в Азиатско-Тихоокеанском регионе в результате строительства нового производственного предприятия на острове Джуронг в Сингапуре.
2013 г. — Роберт Шама заменяет Уоррена Хуанга (Warren Huang) на посту президента компании Afton Chemical.
2010 г. — Компания Afton Chemical приобретает Polartech Metalworking и включает в свой состав исследовательские и производственные подразделения, расположенные в Великобритании, а также предприятия в Индии, Китае и США.
2009 г. — Afton Chemical увеличивает объём своих инвестиций в Азиатско-Тихоокеанском регионе, создавая предприятия в Шанхае (Китай), Цукубе (Япония) и на острове Джуронг (Сингапур).
2008 г. — Afton Chemical приобретает североамериканское предприятие по производству топливных присадок GE Water and Processing Technologies.
2004 г. — компания Ethyl Petroleum Additives, Inc. меняет своё название на Afton Chemical Corporation. Она начинает функционировать в качестве дочерней компании, находящейся в полной собственности NewMarket Corporation.
1996 г. — компания Ethyl приобретает Texaco Additives Company
1992 г. — в ходе глобальной консолидации, происходящей в нефтеперерабатывающей промышленности, компания Ethyl приобретает компанию Amoco Petroleum Additives в США и компанию Nippon Cooper в Японии.
1975 г. — компания Ethyl приобретает Edwin Cooper, Inc.
1962 г. — компания Albemarle Paper Co. приобретает Ethyl Gasoline Corporation и меняет своё название на Ethyl Corporation.
1924 г. — корпорация General Motors Chemical Corporation, которая представила химическое вещество для уменьшения «стука» двигателя, переименована в Ethyl Gasoline Corporation.
1887 г. — компания Albemarle Paper Manufacturing основана в Ричмонде, штат Вирджиния.

## Внешние ссылки
- Профиль компании в LinkedIn
- Aftonchemical.com
- NewMarket.com
- Профиль компании на сайте Hoover
- Страница компании в Facebook